# 千葉ドラゴン (お笑い芸人)
千葉ドラゴン（ちばドラゴン、1983年6月15日 - ）は、日本のお笑い芸人。
鳥取県鳥取市出身。YScompany所属。

## 略歴
- 東京NSC11期生[4][5]。
- 2006年5月から2011年8月まで奥間尚輝とのコンビ「ブラックリボン軍」で活動していた[6]。
- 2009年9月頃までよしもとクリエイティブ・エージェンシーに所属していたが退社。フリーランスを経て、2009年11月にバロックワークス所属となった[7]。
- バロックワークス退社後は再度フリーランスを経て、2014年にファニードに所属[8]。
- 2011年10月から2014年5月まで伊藤圭太とのコンビ「ジョーゼット」で活動していた[9]。
- その後はピン芸人として活動。
- インターネット番組「ジョゼッと虎と魚たち」で「瑞木るう」と共演[4]。2015年1月からは「ドラゴンスープレックス」と言う番組で共演している[10]。
- 2019年12月にファニードを退社[11]。2020年1月からYScompany所属となる[12]。
- 2020年10月。自身のYouTubeチャンネルの登録者数を伸ばす企画の一端[13]で、同じくドラゴンボールのボスキャラに扮したDB芸人として活動しているBANBANBAN・山本（フリーザ最終形態）、スタジオカドタ（完全体セル）、橋山メイデン（ブロリー）と共にDBボスバンド「ワルフルズ」を結成[14]。

## 人物
- 野球好き芸人ユニット「BEPU」で野球ネタ、野球トークをするイベントにも出演中[15]。
- ドラゴンボールのキャラクター「魔人ブウ」物真似によるDB芸人としても活動している[16]。
- 料理がかなり上手く、且つ手際が良い。かつてアルバイトをしていた宅配中華料理店で、同僚からジュース代という駄賃をもらって千葉特製のオリジナルカレーを何度もふるまったことがある。その同僚からは正社員の調理人が作る賄いよりも「千葉カレー」の方がはるかに美味かったと絶賛されている。

## エピソード
- 2012年12月15日に放送された「R藤本の水曜はじけてまざれ!」スペシャル内で「魔人ブウ」の声優『塩屋浩三』と共演した。その際「塩屋浩三」「千葉ドラゴン」を含めた同番組出演者の4人が、画面に映ってない状態で同じ台詞を言って[注 2]、視聴しているユーザーに「ニコニコアンケート」で本物の声を当てて貰うゲームをした。魔人ブウの台詞では塩屋浩三が61.8%で勝利したが、同じく塩屋浩三が声を担当している「グルド」の台詞では49.0%で千葉ドラゴンが勝利した。ちなみにグルドの台詞結果は「千葉ドラゴン」49.0%、「塩屋浩三」44.0%、「R藤本」5.0%、「渡部一丁」2.0%だった。
- その時に「塩屋浩三」本人に公認の許可を貰っている[17]。

## 出演番組

### テレビ
- あらびき団（TBS系列、2008年5月22日）ブラックリボン軍として出演
- ナカイの窓（日本テレビ系列、2013年9月4日、2013年9月19日）
- 勇者ああああ（テレビ東京、2018年1月12日、2018年2月16日）
- まろに☆え〜るTV超（とちぎテレビ、2020年11月26日初出演 - 複数回出演）

### インターネット番組

#### ニコニコ生放送
不定期放送
- 作家がアホやからニコ生できへんねん！！（ユーザー生放送、2012年12月2日 - 2015年7月13日）

単発
- R藤本の水曜はじけてまざれ!（2011年9月1日初出演 - 複数回出演[18][19]）
  - 24時間よしよし動画内はじまざSP（2012年12月15日）
- アニソンディスコ in ニコファーレ（2012年2月19日）
- ブシモ放送局（2014年2月14日、2014年6月4日）

#### その他のネット番組
現在のレギュラー
- 千葉ドラゴンの他言無用（練馬放送、2023年9月24日 - ）

過去のレギュラー
- 流行学園祭（流行学園.TV、2011年7月30日 - 2014年3月30日）
- ジョゼッと虎と魚たち（流行学園.TV、2011年12月9日 - 2014年5月9日）
- エンタメ公開バラエティー「JUMP」（流行学園.TV、2014年5月11日 - 2015年3月8日）※メインMC
- ドラゴンスープレックス（流行学園.TV、2015年1月9日 - 2016年3月25日）毎月第2・4金曜日放送
- ツジドラジオ（FLAP RADIO、2015年9月1日 - 2019年9月1日）毎月2回配信[注 3]

不定期放送
- BEPU空間プロ野球（SHOWROOM、2015年8月3日 - ）隔週月曜放送

単発放送
- RYUGAKU.fes（流行学園.TV、2014年2月21日、2014年8月1日）

## 舞台

### イベント
- かわさきTVまんが祭[20]（川崎ラゾーナ、2014年11月15日）
- 【ニコニコ超会議2017】超ナポリたんブース（幕張メッセ、2017年4月29日、30日）

劇団アニメ座
- アニメ座VSシリーズ〜VS DB芸人〜（13式催事空間、2014年8月8日）
- アニメ座VSシリーズ劇場版〜アニメ座vsDB芸人〜（ヨシモト∞ホール、2015年1月10日）
- 第3次 アニメ座vsDB芸人（新宿ロフトプラスワン、2016年2月26日）

BEPUプレゼンツ・野球イベント
- 作アホトークイベント「作家がアホやからネイキッドロフトでイベントができへんねん！！Vol.1」（新宿ネイキッドロフト、2014年1月17日）
- BEPUプレゼンツ「野球好き芸人交流戦！」（東高円寺笑や、2014年6月29日）
- BEPUプレゼンツ「野球好き芸人ネタ甲子園」（東高円寺笑や、2014年8月31日）
- BEPUプレゼンツ「ドラフト指名をひたすら待つライブ」（東高円寺笑や、2014年10月23日）
- BEPUプレゼンツ「キャンプイン直前SP！！爆笑ポテンヒットパレード2015」（東高円寺笑や、2015年1月30日）
- BEPUプレゼンツ「ベ・リーグファンミーティング」[21]（東高円寺笑や、2015年3月20日）
- BEPUプレゼンツ「Midnight Dream Park〜野球場へゆこう〜」（東高円寺笑や、2015年5月23日）
- BEPUプレゼンツ「オールスターゲーム2015」（新宿レフカダ、2015年7月18日）
- BEPUプレゼンツ「侍コメディアン U-35」(東高円寺笑や、2015年10月3日）
- BEPUプレゼンツ「プレミア2 決勝戦 侍コメディアンvs偽JAPAN」(新宿レフカダ、2015年12月13日）
- BEPUプレゼンツ「俺たち喋男2016〜爆ぜて猛々しく夢を翔破〜」(新宿レフカダ、2016年3月4日）
- BEPUプレゼンツ「BEPUai」（新宿レフカダ、2016年6月4日）

### DBナイト
- R藤本プレゼンツ「DBナイト」（2012年6月8日 - ）
- 劇団アニメ座DB（新宿シアターモリエール、2013年3月2日、2回公演）
- 劇団アニメ座DB超（ルミネtheよしもと、2017年11月23日）